# Uhldingen-Mühlhofen
Uhldingen-Mühlhofen es un municipio alemán situado en el distrito del lago de Constanza, Baden-Wurtemberg. Consiste de Unteruhldingen, Oberuhldingen y Mühlhofen. Está ubicado en la orilla norte del lago de Constanza.

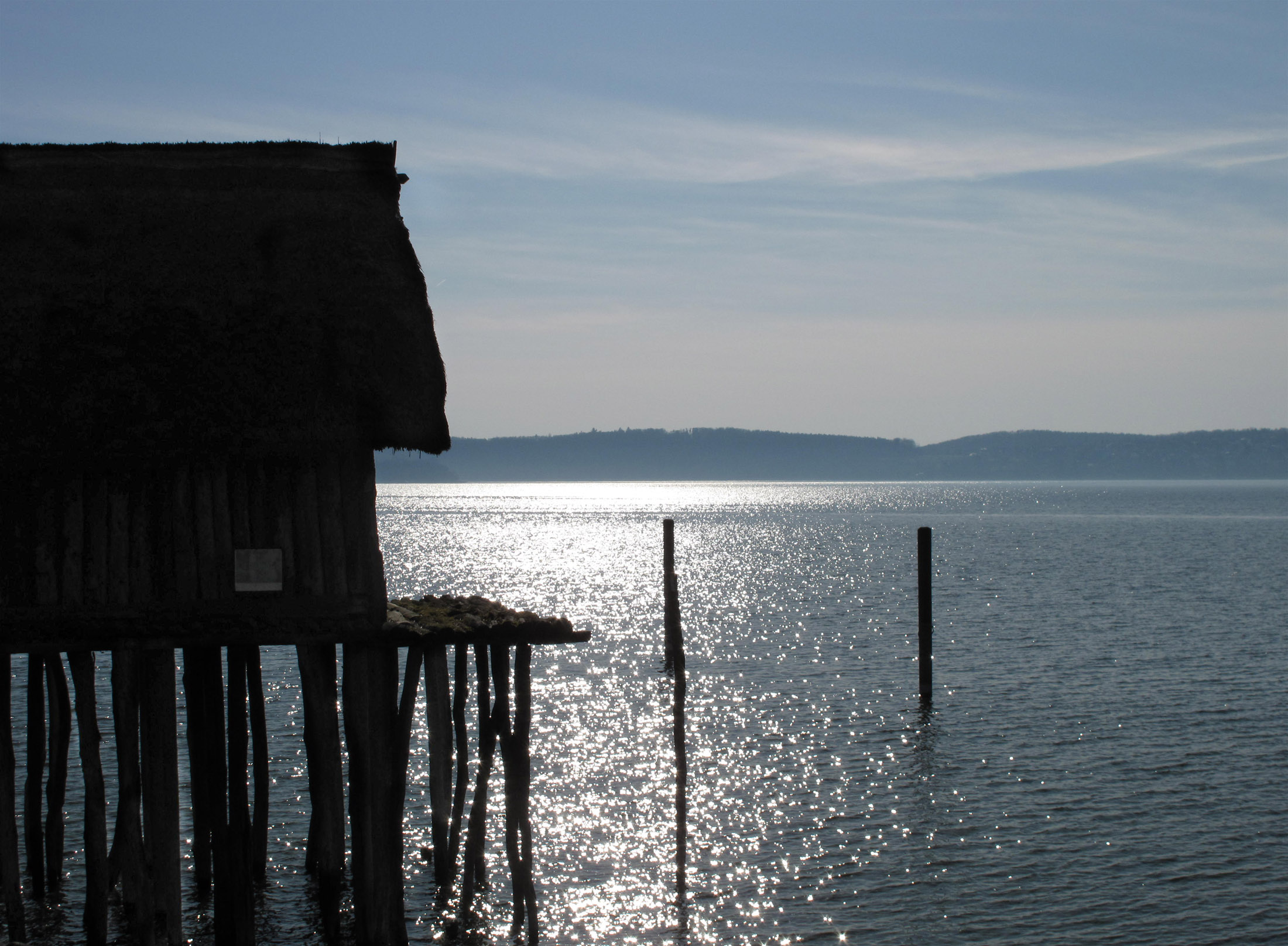
Palafitos sobre el Lago Constanza en el Museo de Uhldingen-Mühlhofen

## Puntos de interés
- Basílica de Birnau
- Museo de palafitos de Unteruhldingen
- Museo de tractores del lago de Constanza

## Enlaces
- Wikimedia Commons alberga una categoría multimedia sobre Uhldingen-Mühlhofen.
- Uhldingen-Mühlhofen en OpenStreetMap.
- (en alemán) Sitio web de Uhldingen-Mühlhofen

- Datos: Q527642
- Multimedia: Uhldingen-Mühlhofen / Q527642